# 伊拉克馬赫穆迪亞美軍姦殺事件

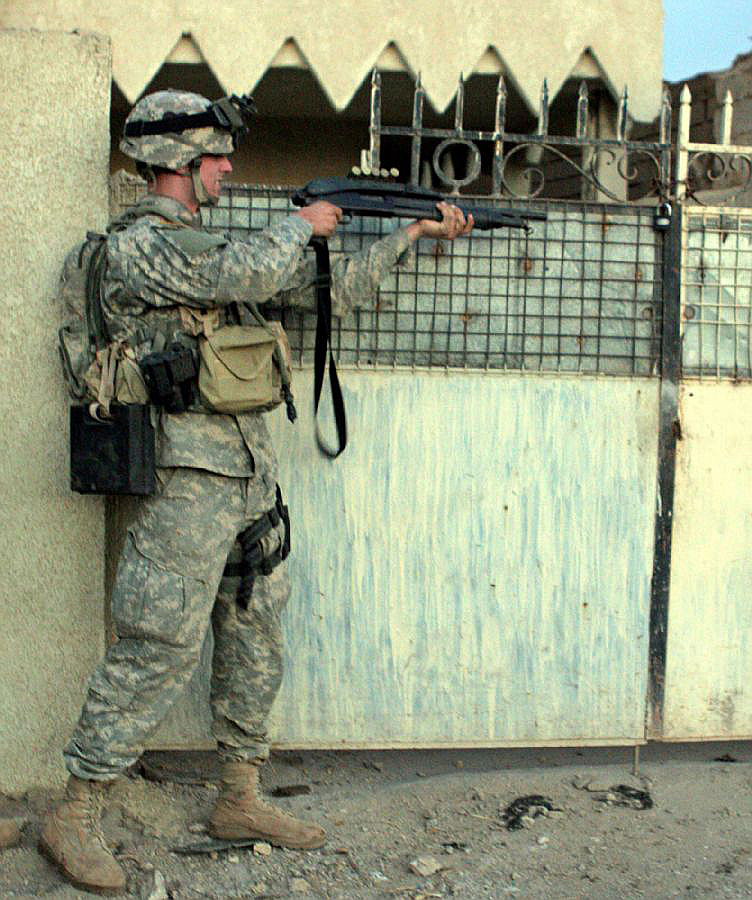
2005年12月在戰場上的格林。

伊拉克馬赫穆迪亞美軍奸杀事件是指2006年美军士兵在馬赫穆迪亞制造的战争罪。2006年3月12日，五名美军士兵在伊拉克馬赫穆迪亞强奸了一名14岁的伊拉克少女阿貝爾·賈納比（Abeer Qassim Hamza al-Janabi），其后将她以及她的34歲母親法赫里耶·塔哈·穆哈森（Fakhriyah Taha Muhasen）、45歲父親卡西姆·哈姆扎·拉希姆（Qassim Hamza Raheem）和6岁的妹妹哈迪爾·卡西姆·哈姆扎·阿貝爾（Hadeel Qassim Hamza Al-Janabi）杀害。家庭中剩下的兩名生還者，分別是9歲的弟弟艾哈邁德和11歲的弟弟穆罕默德，在屠殺期間身處在學校，而他們成為了孤兒。
被控告強姦和謀殺罪的是第502步兵團的五名美國陸軍士兵，包括中士保羅·科爾特斯（Paul E. Cortez）、詹姆斯·P·巴克（James P. Barker）、一等兵傑西.V. 斯皮爾曼（Jesse V. Spielman）、一等兵布賴恩·L·霍華德（Brian L. Howard）和一等兵史蒂文·戴爾·格林（Steven Dale Green）。格林在被他的指揮官發現其罪行前，已經因為精神不穩定而退役，而科爾特斯、巴克、斯皮爾曼和霍華德則在美國陸軍高等軍事法庭審判，判決有罪並被判入獄。格林在美國的一個民事法庭受審，被判犯強姦和四件謀殺罪，最後被判處終身監禁。

## 背景
阿貝爾·卡西姆·哈姆扎·賈納比（阿拉伯語：عبير قاسم حمزة الجنابي 'Abīr Qāssim Ḥamza al-Janābī；1991年8月19日 - 2006年3月12日）與她的母親法赫里耶·塔哈·穆哈森（Fakhriyah Taha Muhasen）及父親卡西姆·哈姆扎·拉希姆（Qassim Hamza Raheem）同住。她有三個兄弟姐妹，分別是6歲的妹妹哈迪爾、9歲的弟弟艾哈邁德和11歲的弟弟穆罕默德。阿貝爾一家住在伊拉克較大城市馬赫穆迪亞以西的Yusufiyah村裡。他們住的房屋和家具都是租借回來的。他們一家人關係非常親近，父親卡西姆在當地的椰棗園當守衛，母親法赫里耶則是全職主婦。據鄰居所言，阿貝爾大部分日常時間都在家裡度過，因為出於伊拉克戰爭造成的安全考慮，她的父母並不允許阿貝爾去上學。
儘管阿貝爾只是一個14歲的孩子，但她卻屢屢遭受當地美軍士兵的性騷擾。阿貝爾的家的西南約200米有一個由六人組成的美軍交通檢查站 （TCP）。在他們的檢查站處，士兵們經常都會看到阿貝爾做家務和照料花園時的情況。 鄰居們先前已經警告過阿貝爾的父親，但阿貝爾的父親卻不以為意。阿貝爾的弟弟穆罕默德後來回憶道，士兵們經常搜查他們的房子。有一次一等兵史蒂文·戴爾·格林（Steven Dale Green）用食指劃過阿貝爾的臉頰，這一舉動嚇壞了她。阿貝爾的母親在案發前告訴親戚，每當士兵盯著阿貝爾看時，他們都會豎起大拇指，指著她的女兒說「很好，很好」。這讓她感到很擔心，因此她計劃讓阿貝爾在她叔叔艾哈邁德·卡西姆（Ahmad Qassim）的家裡過夜。根據聯邦調查局後來提交的一份文件，指格林在事件發生前幾天就討論過要強姦阿貝爾。

## 強姦和謀殺
2006年3月12日，當地檢查站的士兵由保羅·科爾特斯、詹姆斯·P·巴克、傑西.V. 斯皮爾曼及布賴恩·L·霍華德組成。他們在一直在打牌、打高爾夫球及非法飲酒，並且討論強姦阿貝爾及計劃「殺死一些伊拉克人」。史蒂文·格林非常執著要「殺死一些伊拉克人」，並不停提起這個想法。阿貝爾曾在早些時候經過他們的檢查站，被四人記住，而在這日的某個時間點，他們決定前往阿貝爾的家。然後，四名士兵巴克、科爾特斯、格林和斯皮爾曼離開了他們的崗位，前往阿貝爾的家。檢查站上還有另外兩位士兵留守，其中一名叫霍華德的士兵並沒有參與強姦和謀殺的討論，但他確實聽到四人的說話。霍華德還以為他們只是在開玩笑，打算揍幾個伊拉克人發洩一下情緒罷了。
在大屠殺當天，阿貝爾的父親拉希姆正在與家人共度時光，而他的兩個兒子們正在學校上學。而在光天化日之下，四名美國士兵就這樣走進屋內，他們沒有穿軍裝，而是穿著軍用長褲，裝扮成忍者的模樣。他們將14歲的阿貝爾和她的家人分到兩個不同的房間裡去，斯皮爾曼負責抓住阿貝爾6歲的妹妹，格林折斷了阿貝爾母親的手臂，這可能是因為他聽到女兒在另一個房間被強姦時發生掙扎的聲音，他隨後謀殺了阿貝爾的父母和妹妹，而另外兩名士兵科爾特斯和巴克強奸了阿貝爾。科爾特斯將阿貝爾推倒在地上，掀起她的裙子，並在她掙扎時撕掉了她的內衣。 據科爾特斯的說法，阿貝爾「一直在扭动，挣扎着试图闭紧雙腿，还在用阿拉伯语念叨着什么」，然後和巴克輪流按住並強姦她。科爾特斯在庭上作證時說，正被粗暴侵犯的阿貝爾聽見父母和妹妹被關押的房間處傳出槍聲後，她就更加大聲尖叫和哭泣。格林其後從房間裡出來，說：「我剛剛殺了他們，他們都死了。」 ，他後來還說這謀殺「太棒了」。格林也強奸了阿貝爾，然後朝她的頭部開了幾槍。大屠殺結束後，巴克向阿貝爾的遺體潑汽油並放火燒屍。巴克作證時說，斯皮爾曼銷毀他們沾滿血蹟的衣服，而巴克將殺人凶器AK-47扔進運河裡，企圖銷毀證據。與此同時，阿貝爾身上的火蔓延到房間的其他地方，煙霧驚動了鄰居，他們是最先到達兇殺現場的人。他們跑去告訴阿貝爾的叔叔阿布·費拉斯·賈納比（Abu Firas Janabi）農舍著火了，以及在燃燒的建築物內看到屍體。賈納比及他的妻子隨後立即跑到農舍處。他們要澆燱了一些火才可以進去。在目睹了裡面的慘況後，他前往一個由伊拉克軍隊士兵看守的檢查站報案。當天下午，阿貝爾9歲和11歲的弟弟艾哈邁德和穆罕默德從學校回來，發現窗戶冒出滾滾濃煙，他們去了叔叔家後才得知事件。

## 掩飾事件
格林和其他參與事件的士兵向事發後立即趕到現場的伊拉克士兵撒謊，告訴他們屠殺是遜尼派的叛亂分子所為，這些伊拉克士兵將這一信息傳達給了阿貝爾的叔叔。由於伊拉克在被占領期間一直發生廣泛的暴力事件，這一謊言成功使該事件被一度認為是宗派仇殺，也因此沒有被廣泛報導。
與格林同一部隊的中士安東尼·伊里貝（Anthony Yribe）在看到屍體後，在一個檢查站遇到了格林。在兩次的對話中，格林向安東尼承認自己殺害了阿貝爾，但沒有供出其他士兵，隨後安東尼告訴了新加入的上等兵賈斯汀·瓦特（Justin Watt）大屠殺的真相。瓦特對這驚人的事件進行個人調查，他與排上的其他士兵交談，他們瓦特透露了輪姦和謀殺是確實曾發生。瓦特隨後告訴約翰·迪姆中士（Sergeant John Diemt）他的發現，並徵求他的意見。瓦特信任迪姆，他告訴迪姆這起可怕的罪行是事實，而如果他報告罪行，他將被視為單位的叛徒，有可能被他們殺死。迪姆告訴他要小心行事，但他認為士兵是有責任向有關當局報告發現的罪行。問題是，如果直接通報戰爭罪行，他們並不相信現時所在的指揮部會保護他們。最後，瓦特決定要求與心理健康顧問交談，借機繞過指揮部。2006年6月22日，瓦特在一次心理健康諮詢會議上向陸軍刑事調查人員透露這些強姦和謀殺案，最終使這事曝光。
而在瓦特成功告通報這些罪行前，格林就於5月16日榮譽退役，原因是他患有「反社會人格障礙」。聯邦調查局其後根據《軍事域外管轄權法》管轄格林犯下的罪行，而美國司法部指控他謀殺罪。

## 法律訴訟
格林以平民身份被捕，並被肯塔基州的民事法庭定罪。另外四名因為是現役士兵，因此通過軍事法庭而被判有罪。

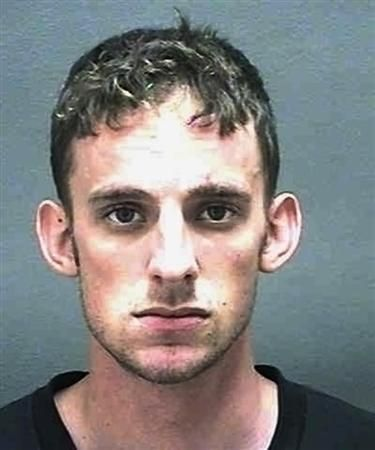
史蒂文·戴爾·格林（Steven Dale Green），2009年5月

史蒂文·戴爾·格林（Steven Dale Green）
格林從弗吉尼亞州回家途中時於北卡羅來納州被捕，當時他在阿靈頓參加了一名士兵的葬禮。2006年6月30日，聯邦調查局逮捕了格林，他在不能保釋的情況下被轉移到肯塔基州路易斯維爾。7月3日，聯邦檢察官正式起訴他姦殺阿貝爾，並謀殺她的父母和妹妹。7月10日，美國陸軍以同樣的罪名起訴另外四名現役士兵。 第6名士兵安東尼·伊里貝剛被控未報告襲擊事件，他並沒有參與大屠殺。2006年7月6日，格林通過他的公設辯護人提出無罪抗辯。 美國地方法官詹姆斯·莫耶 （James Moyer） 將提審定為8月8日於肯塔基州帕迪尤卡舉行。
7月11日，他的律師要求法院發出禁言令。他指這起事件在全世界新聞媒體上都得到了顯著轟動的報導，而圍繞此案的不斷宣傳和公眾熱情對公正的司法行政構成了「明顯，而且迫在眉睫的危險」，要求檢察官必須在7月25日之前提交對請求的回應。8月31日，一名聯邦法官駁回了禁言令。 美國地方法官托馬斯·拉塞爾 （Thomas Russell） 表示︰「沒有理由相信格林獲得公平審判的權利會受到威脅...... 對格林先生的指控毫無疑問是嚴重的，而且指控中的一些行為在我們的社會中是不可接受。」
格林案的開庭辯論於2009年4月27日舉行，檢方於5月4日完成結案陳詞。2009年5月7日，肯塔基州聯邦法院判定格林犯有強姦罪及多項謀殺罪。檢方要求判處死刑，但陪審員未能一致同意，因此只判處終身監禁及不得假釋。格林沒有被判處死刑的決定激起了家人親屬的憤怒，阿貝爾的叔叔將判決描述為「一個罪行，幾乎比士兵本身的罪行來得更惡劣」。格林被關押在亞利桑那州圖森市的監獄，他質疑判決，聲稱《軍事域外管轄權法》違憲并應被軍事審判，而不是民事起訴。2011年8月，上訴失敗。
2014年2月15日，他在監獄上吊自殺。
詹姆斯·P·巴克（James P. Barker）
2006年11月15日，作為認罪協議的一部分，巴克承認犯有強姦和謀殺罪，同時需要提供指證其他士兵的證據以避免死刑。他最後被判處90年監禁，必須服刑 20年才能考慮假釋，並處以不名譽退伍。巴克在結案陳詞時哭泣，他為強姦和謀殺負責，稱他在伊拉克戰爭時遇到的暴力讓他對伊拉克人感到「憤怒而刻薄」。記者報導指，巴克在外面抽了根煙，一名法警看著他。當記者經過時，他咧嘴笑了，但什麼也沒說」他目前被關押在堪薩斯州萊文沃思堡的紀律兵營。
保羅·科爾特斯（Paul E. Cortez）
2007年1月22日，科爾特斯在軍事法庭上承認強姦、串謀強姦和四項謀殺罪，作為認罪協議的一部分他能避免死刑，但被判處100年的監禁，並處以不名譽退伍。他目前被關押在堪薩斯州萊文沃思堡的紀律兵營。

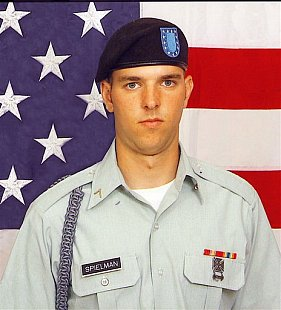
傑西.V. 斯皮爾曼（Jesse V. Spielman）
2007年8月3日，當時23歲的斯皮爾曼被軍事法庭判處110年有期徒刑，十年後才有可能假釋，處以不名譽退伍。 他被判犯有強姦罪、串謀強姦罪、意圖強姦入室盜竊和四項重度謀殺罪。 他早些時候承認了串謀妨礙司法、縱火、錯誤觸摸屍體和飲酒等較輕指控。他目前被關押在堪薩斯州萊文沃思堡的紀律兵營。
布賴恩·L·霍華德（Brian L. Howard）
霍華德因妨礙司法公正和事後從犯而被軍事法庭判刑。法院認定，他聽取其他人討論犯罪和撒謊以保護他們，但不包括實際強姦或謀殺。他服了27個月的刑期，並處以不名譽退伍。
安東尼·伊里貝（Anthony W. Yribe）
安東尼最初被指控妨礙調查、瀆職和作出虛假陳述。但當局為了換取他指控其他人的證詞，撤銷了對伊里貝的指控，他接受了以不名譽退伍的方式被解僱。

## 其他相關人物
賈斯汀·瓦特（Justin Watt）
告密者賈斯汀·瓦特以健康為由從軍隊退役，現在經營電腦業務，他說事件曝光後收到死亡威脅。

## 另見
- 哈迪塞屠殺事件
- 巴士拉監獄事件
- 潘傑瓦伊槍擊案
- 哈姆達尼耶村事件
- 阿富汗邁萬德區美軍謀殺案